# Nils Börjesson
Nils Börjesson (även Birgersson), född 4 juni 1580 i Nya Lödöse, död 16 mars 1655 i Göteborg, var en svensk ämbetsman som var fullmäktig vid riksdagarna 1627, 1629 och 1633.

## Biografi
Nils Börjesson var son till borgaren och handelsmannen i Nya Lödöse Börje/Birger Gunnarsson. Han erhöll undervisning i räkning och handel i Lübeck och blev därefter skrivare hos fogden Ambjörn Eriksson i Redvägs härad 1595. Under 16 år förvaltade han en häradsskrivartjänst, innan han 1612 blev underproviantmästare vid svenska armén 1612. Nils Börjesson var 1613-18 fogde över Gäsene, Kullings, Bjärke, Bollebygds och Väne härader i Västergötland. Under ett år var han även tullnär i Brätte. Därefter blev han 1619 slottsfogde på Älvsborgs slott, en post han sedan innehade fram till 1623. Från 1623 arrenderade han skatteuppbörden i Ås och Vedens härader, från 1627 även Redvägs härad och 1628 i Vätle härad. Nils Börjesson blev 1624 president i Göteborg, från samma år häradshövding i Sävedals härad och var fullmäktig vid riksdagarna 1627, 1629 och 1633 samt vid utskottsmötena 1634 och 1635. Han erhöll 1636 avsked från presidentbefattningen.